# Jens Bunge
Jens Uwe Bunge (* 24. September 1963 in Brilon) ist ein deutscher Musiker des Modern Jazz (Mundharmonika) und Pfarrer.

## Leben
Bunge ist Autodidakt; zunächst spielte er als Kind Volksmusik auf der diatonischen Mundharmonika und der Gitarre, lernte dann Trompete, um mit achtzehn Jahren, unter dem Eindruck von Toots Thielemans zur chromatischen Mundharmonika zu wechseln. Während seines Theologiestudiums an der Universität Heidelberg absolvierte er eine Jazzausbildung bei Werner Pöhlert. Bereits 1986 trat er mit Peter Herbolzheimer, Thilo Berg und mit dem Bundesjazzorchester auf. Seit 1989 spielte er mit Wolf Mayer, der auch Mitglied seines 1994 gegründeten Sextetts war. Daneben konzertiert Bunge solo und mit einem Trio; weiterhin arbeitet er mit dem Gitarristen Uli Wagner. Er hat bisher sechs Alben unter eigenem Namen eingespielt. Auch ist er an Einspielungen von Ralf Gauck, Peter Lehel, Anke Helfrich und Chantal beteiligt. Auch trat er mit Barbara Dennerlein, Art Farmer,  und Bill Ramsey auf.
Auf dem World Harmonica Festival gab er Workshops. Abwechselnd mit Jamey Aebersold betreut er die Jazz-Kolumne des internationalen Fachmagazins The Harmonica Educator.
Bunge ist im Hauptberuf als ordinierter evangelischer Pfarrer an einer Berufsschule in Ludwigshafen am Rhein tätig.

## Diskografie
- It’s A Beautiful World (1994)
- With All My Heart (1997)
- Meet You In Chicago (2000)
- Shanghai Blue (2009)

## Lexigraphische Einträge
- Martin Kunzler: Jazz-Lexikon. Band 1: A–L (= rororo-Sachbuch. Bd. 16512). 2. Auflage. Rowohlt, Reinbek bei Hamburg 2004, ISBN 3-499-16512-0.
- Jürgen Wölfer: Jazz in Deutschland. Das Lexikon. Alle Musiker und Plattenfirmen von 1920 bis heute. Hannibal, Höfen 2008, ISBN 978-3-85445-274-4.